# Grant-Kohrs Ranch National Historic Site
Le Grant-Kohrs Ranch National Historic Site est une aire protégée américaine dans le comté de Powell, dans le Montana. Créé et inscrit au Registre national des lieux historiques le 25 août 1972, ce site historique national protège un ranch qui était déjà classé National Historic Landmark depuis le 19 décembre 1960.